# Luc Cromheecke
Luc Cromheecke (Antwerpen, 2 augustus 1961) is een Vlaams striptekenaar, vooral bekend om zijn reeksen Tom Carbon, Taco Zip, Roboboy en Plunk!.

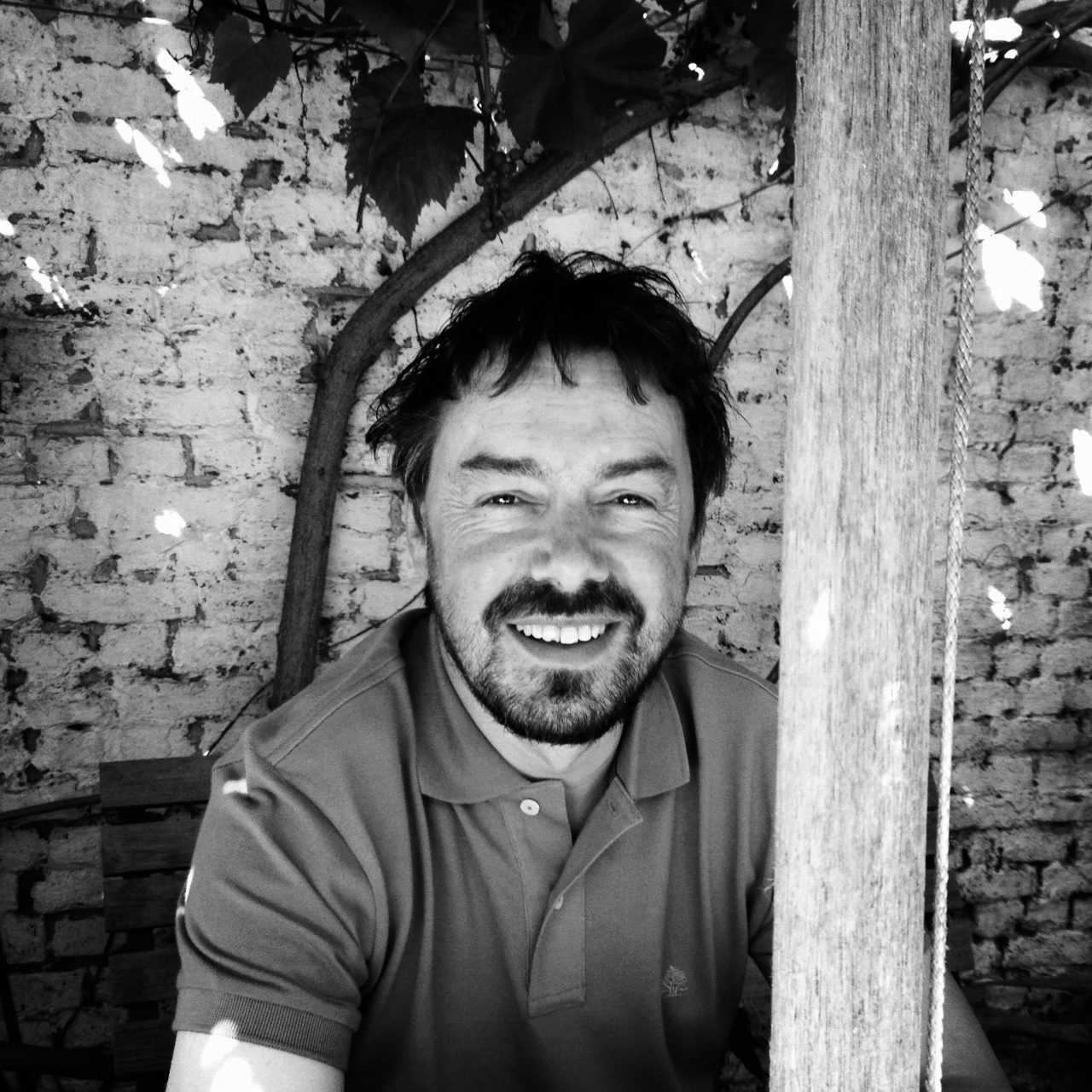

## Biografie
Luc Cromheecke werd in 1961 in Antwerpen geboren. Nadat hij schilderen, grafische vormgeving en publiciteit had gestudeerd aan de Koninklijke Academie voor Schone Kunsten in Antwerpen bedacht hij het magazine "Flan Imperial" met zijn medestudent Fritzgerald. Het blad publiceerde strips van de Nederlandse tekenaars René Windig en Eddie de Jong. Het blad verkocht slecht, ondanks een korte recensie in het blad Robbedoes, en ging na één nummer failliet.
In 1983 begon Cromheecke de stripreeks Taco Zip, die onder meer werd gepubliceerd in Robbedoes, De Volkskrant, en De Morgen. Hierna bedacht hij de reeks Tom Carbon, die in het Nederlandse Sjors & Sjimmie Stripblad verschijnt, evenals Robbedoes. Beide reeksen eindigden na vier albums en "Tom Carbon" werd in het Frans en Duits gepubliceerd. In 1989 werd Cromheecke door het Belgisch Centrum voor het Beeldverhaal uitgenodigd om het uitstalraam te maken rond merchandising, waarvoor hij een bijfiguur uit Taco Zip gebruikte: het gekke buitenaardse wezen Plunk.
De jaren hierna tekende Cromheecke een aantal stripreeksen die niet lang bleven bestaan en maakte veel illustraties voor magazines en publiciteitscampagnes. In 1994 nam hij deel aan een tentoonstelling van jonge talenten tijdens het Stripfestival van Angoulême met Lewis Trondheim en anderen. Hij maakte ook enkele cd-roms en de stripreeks Ben de Boswachter voor het Franse blad Astrapi.
In 2003 bedacht hij de stripreeks Roboboy met Willy Linthout als scenarist. Deze jeugdreeks slaat aan en hierdoor wordt ook zijn oudere werk opnieuw onder de aandacht gebracht. Hij maakt nieuwe albums rond Tom Carbon en Taco Zip. Samen met Jean-Michel Thiriet, maakt hij een wekelijkse strippagina in Spirou om mensen aan te moedigen een abonnement te kopen. In 2006 maakt hij ook een spin-offreeks van zijn personage Plunk! voor Spirou en publiceert het eerste album van Ben de Boswachter. Tijdens het Strip Turnhoutfestival in Turnhout viert een tentoonstelling het 20-jarige bestaan van Taco Zip. Cromheecke reist hierop door verschillende Belgische en Nederlandse steden, waaronder Galerie Lambiek in Amsterdam Cromheecke tekent aan het einde van 2005 de cover voor het laatste nummer Robbedoes magazine na 67 jaar, die ook wordt gebruikt voor de cover van de laatste collectie bundels van oude Robbedoesweekbladcovers, album #262.
Cromheecke is beïnvloed door Amerikaanse strips als B.C. en Peanuts.
Hij is getrouwd met Sabine De Meyer.

## Prijzen
- 1992: genomineerd voor de eerste prijs op het Stripfestival van Angoulême.[1]
- 1994: genomineerd voor de prijs voor het Beste Stripboek op het Stripfestival van Angoulême[1]
- 2002: Beste Nederlandstalige Auteur op het Brusselse Prix Saint-Michel-festival.
- 2003: Beste Nederlandstalige Jeugdalbum op het Prix Saint-Michel-festival.
- 2003: Beste Nederlandstalige Jeugdalbum tijdens de Stripdagen, Alphen aan den Rijn
- 2007: genomineerd voor de Bronzen Adhemar, Turnhout
- 2007: genomineerd voor het Beste Nederlandstalige Jeugdalbum tijdens de Stripschapprijs[5]
- 2008: genomineerd voor het Beste Nederlandstalige Jeugdalbum tijdens de Stripschapprijs[6]
- 2010: genomineerd voor het Beste Nederlandstalige Jeugdalbum tijdens de Stripschapprijs 6[7]
- 2015: laureaat 2015 Bronzen Adhemar
- 2016: laureaat Vlaamse Cultuurprijs voor de Letteren[8]

## Voetnoten
1. 1 2 3  De Weyer, Geert (2005). "Luc Cromheecke". In België gestript, pp. 99-100. Tielt: Lannoo.
2. ↑  Expo at Lambiek, in Dutch (Last retrieved October 26, 2006). Gearchiveerd op 7 augustus 2012.
3. ↑  Interview in 8weekly, in Dutch (Last retrieved October 26; 2006). Gearchiveerd op 28 september 2007.
4. ↑  Curriculum Vitae (Last retrieved October 26, 2006)
5. ↑  Stripschap 2007 nominations
6. ↑  Expovisie list of 2008 nominees
7. ↑  Het Stripschap list of 2010 nominees
8. ↑  Striptekenaar Luc Cromheecke krijgt Cultuurprijs voor Letteren. VRT NWS (10 oktober 2016). Geraadpleegd op 13 augustus 2018.

- Bibliothèque nationale de France: cb12922158g (data)
- Gemeinsame Normdatei: 1145869335
- International Standard Name Identifier: 0000 0000 0174 8628
- Library of Congress Control Number: no2019079240
- Nederlandse Thesaurus van Auteursnamen: 074602209
- RKD-Nederlands Instituut voor Kunstgeschiedenis: 108951
- Système universitaire de documentation: 193700832
- Virtual International Authority File: 24732007

## Bron
- Béra, Michel; Denni, Michel; and Mellot, Philippe (1998): "Trésors de la Bande Dessinée 1999-2000". Parijs, Les éditions de l'amateur. ISBN 978-2-85917-258-9